# Zapasy na Letnich Igrzyskach Olimpijskich 1984 – kategoria do 52 kg w stylu wolnym
Zmagania mężczyzn do 52 kg to jedna z dziesięciu męskich konkurencji w zapasach w stylu wolnym rozgrywanych podczas Letnich Igrzysk Olimpijskich 1984. Pojedynki w tej kategorii wagowej odbyły się w dniach 8 – 10 sierpnia.

## Klasyfikacja[1]
| Pozycja | Nazwisko            | Kraj              |
| ------- | ------------------- | ----------------- |
| 1       | Szaban Trstena      | Jugosławia        |
| 2       | Kim Jong-gyu        | Korea Południowa  |
| 3       | Yūji Takada         | Japonia           |
| 4       | Ray Takahashi       | Kanada            |
| 5       | Arslan Seyhanlı     | Turcja            |
| 6       | Mahabir Singh       | Indie             |
| 7       | Fritz Niebler       | RFN               |
| 8       | Liang Dejin         | Chiny             |
| 9       | Iván Garcés         | Ekwador           |
| .       | Joe Gonzales        | Stany Zjednoczone |
| 11      | Gary Moores         | Wielka Brytania   |
| 12      | Jesmond Giordemaina | Malta             |
| 13      | Thierry Bourdin     | Francja           |
| 14      | Lou Wie-ki          | Chińskie Tajpej   |
| 15      | Farag Aly           | Egipt             |
| .       | Bernardo Olvera     | Meksyk            |
| .       | Talla Diaw          | Senegal           |

## Zasady[2]
Uczestnicy zostali podzieleni na dwie grupy. Zawodnik który przegrał dwie walki odpadł z dalszej rywalizacji.
- TF — Łopatki
- SP — Przewaga (8-11 punktów różnicy, pokonany zdobył punkty)
- ST — Przewaga (12 punktów różnicy, przewaga techniczna)
- SO — Przewaga (8-11 punktów różnicy, pokonany bez punktów)
- PP — Na punkty (1-7 punktów różnicy, pokonany zdobył punkty)
- PA — Kontuzja
- DC — Decyzja (Przy wyniku 0-0)

## Wyniki

### Rundy eliminacyjne

#### Grupa A
| Przegrane | Zawodnik            | Wynik      | Czas/Punkty | Zawodnik            | Przegrane |         |
| Runda 1   | Runda 1             | Runda 1    | Runda 1     | Runda 1             | Runda 1   | Runda 1 |
| --------- | ------------------- | ---------- | ----------- | ------------------- | --------- | ------- |
| 0         | Iván Garcés         | 4-0 ST     | 14-2        | Lou Wie-ki          | 1         |         |
| 1         | Jesmond Giordemaina | 0-4 ST     | 0-12        | Kim Jong-gyu        | 0         |         |
| 0         | Arslan Seyhanlı     | 3.5-0.5 SP | 14-4        | Thierry Bourdin     | 1         |         |
| 1         | Fritz Niebler       | 1-3 PP     | 11-13       | Ray Takahashi       | 0         |         |
| 0         | Liang Dejin         |            |             | Bez walki           |           |         |
| Runda 2   |                     |            |             |                     |           |         |
| 0         | Liang Dejin         | 3-1 PP     | 16-11       | Iván Garcés         | 1         |         |
| 2         | Lou Wie-Ki          | 0.5-3.5 SP | 3-11        | Jesmond Giordemaina | 1         |         |
| 0         | Kim Jong-gyu        | 3-1 DC     | 0-0         | Arslan Seyhanlı     | 1         |         |
| 2         | Thierry Bourdin     | 1-3 PP     | 4-5         | Fritz Niebler       | 1         |         |
| 0         | Ray Takahashi       |            |             | Bez walki           |           |         |
| Runda 3   |                     |            |             |                     |           |         |
| 0         | Ray Takahashi       | 3-1 PP     | 7-3         | Liang Dejin         | 1         |         |
| 2         | Iván Garcés         | 0-4 TF     | 1:18        | Kim Jong-gyu        | 0         |         |
| 2         | Jesmond Giordemaina | 0-4 ST     | 0-13        | Arslan Seyhanlı     | 1         |         |
| 1         | Fritz Niebler       |            |             | Bez walki           |           |         |
| Runda 4   |                     |            |             |                     |           |         |
| 1         | Fritz Niebler       | 3.5-0 SO   | 11-0        | Liang Dejin         | 2         |         |
| 1         | Ray Takahashi       | 1-3 PP     | 10-15       | Kim Jong-gyu        | 0         |         |
| 1         | Arslan Seyhanlı     |            |             | Bez walki           |           |         |
| Runda 5   |                     |            |             |                     |           |         |
| 2         | Arslan Seyhanlı     | 1-3 DC     | 0-0         | Ray Takahashi       | 1         |         |
| 2         | Fritz Niebler       | 1-3 PP     | 6-13        | Kim Jong-gyu        | 0         |         |

#### Klasyfikacja
| Zawodnik            | Przegrane | Runda | Punktacja |
| ------------------- | --------- | ----- | --------- |
| Kim Jong-gyu        | 0         | -     | 17        |
| Ray Takahashi       | 1         | -     | 10        |
| Arslan Seyhanlı     | 2         | 5     | 9.5       |
| Fritz Niebler       | 2         | 5     | 8.5       |
| Liang Dejin         | 2         | 4     | 4         |
| Iván Garcés         | 2         | 3     | 5         |
| Jesmond Giordemaina | 2         | 3     | 3.5       |
| Thierry Bourdin     | 2         | 2     | 1.5       |
| Lou Wie-Ki          | 2         | 2     | 0.5       |

#### Grupa B
| Przegrane | Zawodnik        | Wynik   | Czas/Punkty | Zawodnik       | Przegrane |         |
| Runda 1   | Runda 1         | Runda 1 | Runda 1     | Runda 1        | Runda 1   | Runda 1 |
| --------- | --------------- | ------- | ----------- | -------------- | --------- | ------- |
| 0         | Gary Moores     | 4-0 TF  | 2:04        | Farag Aly      | 1         |         |
| 1         | Joe Gonzales    | 1-3 PP  | 3-6         | Szaban Trstena | 0         |         |
| 1         | Bernardo Olvera | 0-4 ST  | 0-12        | Mahabir Singh  | 0         |         |
| 0         | Yūji Takada     | 4-0 TF  | 1:27        | Talla Diaw     | 1         |         |
| Runda 2   |                 |         |             |                |           |         |
| 1         | Gary Moores     | 0-4 TF  | 2:14        | Joe Gonzales   | 1         |         |
| 2         | Farag Aly       | 0-4 TF  | 2:14        | Szaban Trstena | 0         |         |
| 2         | Bernardo Olvera | 0-4 ST  | 0-12        | Yūji Takada    | 0         |         |
| 0         | Mahabir Singh   | 4-0 TF  | 5:09        | Talla Diaw     | 2         |         |
| Runda 3   |                 |         |             |                |           |         |
| 2         | Gary Moores     | 0-4 TF  | 1:59        | Szaban Trstena | 0         |         |
| 2         | Joe Gonzales    | 0-4 TF  | 0:58        | Mahabir Singh  | 0         |         |
| 0         | Yūji Takada     |         |             | Bez walki      |           |         |
| Finał     |                 |         |             |                |           |         |
|           | Yūji Takada     | 1-3 DC  | 0-0         | Szaban Trstena |           |         |
|           | Mahabir Singh   | 0-4 ST  | 2-14        | Yūji Takada    |           |         |
|           | Szaban Trstena  | 4-0 TF  | 1:13        | Mahabir Singh  |           |         |

#### Klasyfikacja
| Zawodnik        | Przegrane | Runda | Punktacja | Finał |
| --------------- | --------- | ----- | --------- | ----- |
| Szaban Trstena  | 0         | -     | 11        | 7     |
| Yūji Takada     | 0         | -     | 8         | 5     |
| Mahabir Singh   | 0         | -     | 12        | 0     |
| Joe Gonzales    | 2         | 3     | 5         |       |
| Gary Moores     | 2         | 3     | 4         |       |
| Farag Aly       | 2         | 2     | 0         |       |
| Bernardo Olvera | 2         | 2     | 0         |       |
| Talla Diaw      | 2         | 2     | 0         |       |

### Runda finałowa[12]
| Zawodnik        | Wynik           | Czas/Punkty     | Zawodnik        |                 |
| O piąte miejsce | O piąte miejsce | O piąte miejsce | O piąte miejsce | O piąte miejsce |
| --------------- | --------------- | --------------- | --------------- | --------------- |
| Arslan Seyhanlı | 3.5-0.5 SP      | 14-5            | Mahabir Singh   |                 |
| O brązowy medal |                 |                 |                 |                 |
| Ray Takahashi   | 0-4 ST          | 0-12            | Yūji Takada     |                 |
| Finał           |                 |                 |                 |                 |
| Kim Jong-gyu    | 0-4 PA          |                 | Szaban Trstena  |                 |